# Vesperus ocularis
Vesperus ocularis là một loài bọ cánh cứng trong họ Cerambycidae.